# دانشنامه آمریکانا

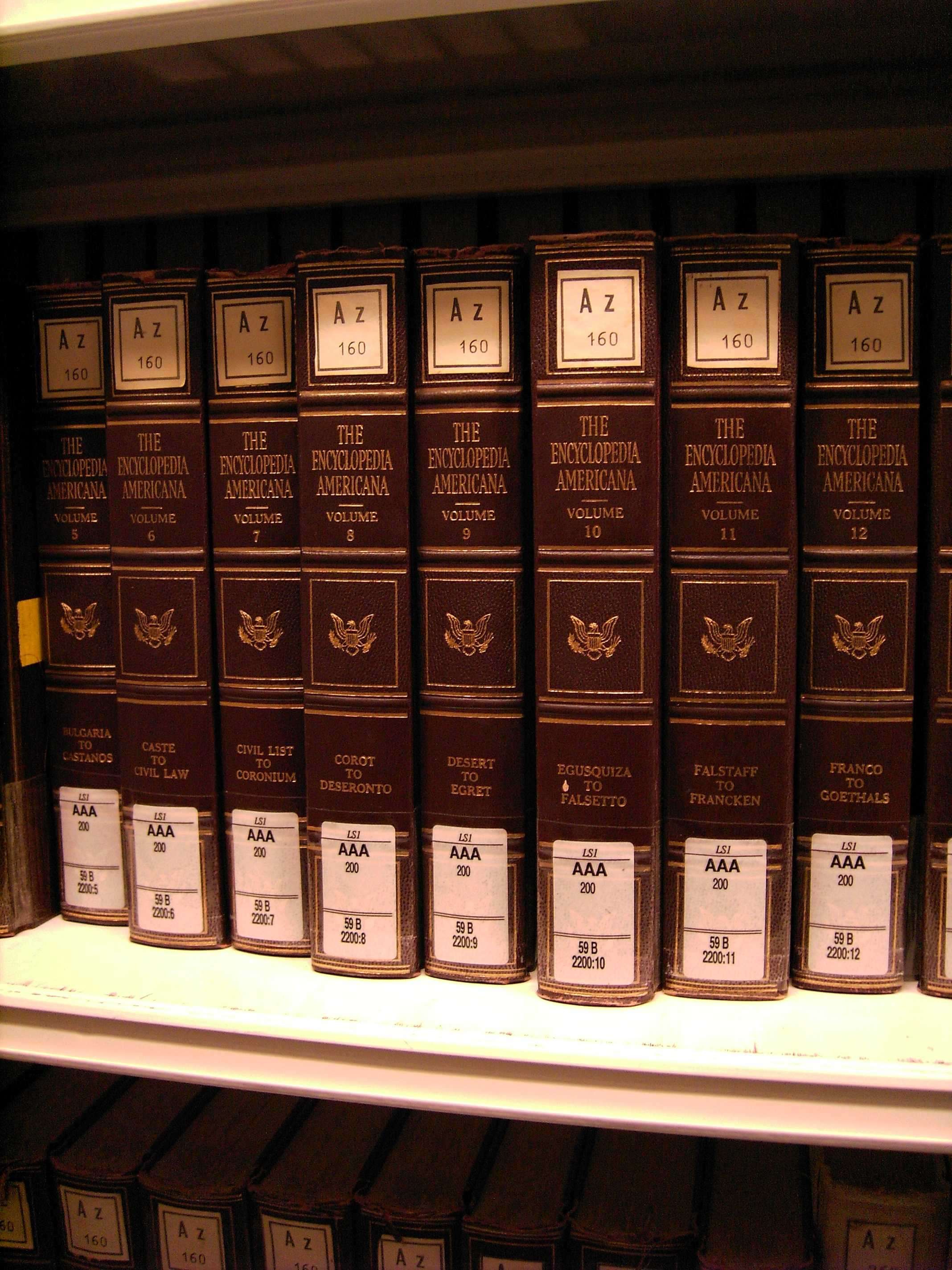
دانشنامهٔ آمریکانا در قفسهٔ کتابخانهٔ دانشگاه گوتینگن

دانشنامهٔ آمریکانا (به انگلیسی: Encyclopedia Americana) یکی از بزرگ‌ترین دانشنامه‌های عمومی به زبان انگلیسی در دنیاست. پس از خریداری امتیاز گرولیر توسط اسکلاستیک در سال ۲۰۰۰، این دانشنامه از سوی اسکلاستیک منتشر می‌شود.
آمریکانا بیش از ۴۵٬۰۰۰ مقاله دارد که اغلبِ آن‌ها بیش از ۵۰۰ واژه دارند و در بسیاری از آن‌ها مطالب به قدر قابل توجهی بسط داده شده‌اند (مقالهٔ «ایالات متحده» در این دانشنامه بیش از ۳۰۰٬۰۰۰ واژه دارد). پوشش دانشنامه از تاریخ و جغرافیای آمریکا و کانادا همواره یکی از نقاط قوت آن شمرده می‌شود، اما در سال‌های اخیر، تحت فشار انتشارات الکترونیکی، فاصلهٔ این دانشنامه با سایر دانشنامه‌ها کمتر شده‌است. دانشنامهٔ آمریکانا، که توسط ۶٬۵۰۰ مشارکت‌کننده نوشته شده‌است، حاوی بیش از ۹٬۰۰۰ منبع کتاب‌شناختی، ۱۵۰٬۰۰۰ ارجاع، ۱٬۰۰۰ جدول، ۱٬۲۰۰ نقشه، و تقریباً ۴٬۵۰۰ تصویر سیاه‌وسفید یا رنگی است. همچنین، بیش از ۶۸۰ جعبهٔ اطلاعات دارد. در زیرِ اغلبِ مقاله‌ها، امضای نویسندگان درج شده‌است.
دانشنامهٔ آمریکانا، که دورهٔ چاپیِ ۳۰ جلدی‌اش از مدت‌ها پیش در دسترس بود، هم‌اکنون به‌عنوان یک دانشنامهٔ برخط فروخته می‌شود. در مارس ۲۰۰۸، اسکلاستیک اظهار کرد که میزان فروش نسخ چاپی خوب است و شرکت همچنان تصمیم داردِ آن را منتشر کند. شرکت اسکلاستیک ویراستِ سال ۲۰۰۷ را عرضه نکرد، و این برخلاف روند پیشین‌شان مبنی بر ارائهٔ نسخهٔ چاپیِ ویرایش‌شده در هر سال بود.
نسخهٔ برخط دانشنامهٔ آمریکانا برای اولین بار در سال ۱۹۹۷ عرضه شد و همچنان به‌روز و فروخته می‌شود. این نسخه، مشابه مجموعهٔ چاپی که از آن مشتق شده‌است، برای دانش‌آموزان دبیرستان و دانشجویان سال اول کالج و همچنین استفاده‌کنندگان از کتابخانه‌های عمومی در نظر گرفته شده‌است.